# 福知山市民病院口駅
福知山市民病院口駅（ふくちやましみんびょういんぐちえき）は、京都府福知山市にある、WILLER TRAINS（京都丹後鉄道）宮福線の駅である。駅番号はF2。
かつての駅名に由来する「厚中問屋駅」の愛称が福知山市鉄道利用増進協議会により付けられている。
なお、当駅は栃木県にある野岩鉄道会津鬼怒川線の上三依塩原温泉口駅と宇都宮ライトレール宇都宮芳賀ライトレール線の平石中央小学校前停留場と並び漢字のみの駅名では日本一長い8字である。

## 歴史
- 1988年（昭和63年）7月16日：宮福鉄道（現・北近畿タンゴ鉄道）宮福線開業と同時に厚中問屋駅（あつなかとんやえき）として設置[1]。
- 2015年（平成27年）4月1日：WILLER TRAINSへの移管により、京都丹後鉄道宮福線の駅となる。また、駅名を福知山市民病院口駅に改称[3]。

## 駅構造
宮津へ向かって右側に、片面ホームを持つ1面1線の地上駅。分岐器や絶対信号機を持たないため、停留所に分類される。同じく左側に西日本旅客鉄道（JR西日本）山陰本線が並行するものの、同線には駅は無い。
無人駅で駅舎はなく、直接ホームに入る形になっている。自動券売機等は設置されていない。出口は宮津方と福知山方の二つがある。宮津方の出口がしっかりとした作りになっているのに対し、福知山方にある出口は駅の裏にある公園へとつながっていて簡素な作りとなっている。ホーム上に待合室を持つ。
駅構内にトイレはないが駅前の公園に多目的トイレ併設の水洗トイレがある。

## 利用状況
利用者は少ない一方、途中駅の中では比較的乗車人員が多い駅の一つとなっている。
1日の平均乗車人員は以下の通りである。
| 乗車人員推移 | 乗車人員推移 |
| 年度         | 1日平均人数  |
| ------------ | ------------ |
| 1999         | 90           |
| 2000         | 77           |
| 2001         | 77           |
| 2002         | 68           |
| 2003         | 71           |
| 2004         | 60           |
| 2005         | 63           |
| 2006         | 47           |
| 2007         | 41           |
| 2008         | 50           |
| 2009         | 41           |
| 2010         | 36           |
| 2011         | 40           |
| 2012         | 35           |
| 2013         | 41           |
| 2014         | 33           |
| 2015         | 33           |
| 2016         | 33           |
| 2017         | 38           |
| 2018         | 38           |

## 駅周辺
市街地北隣の郊外地域に位置する当駅の北東側は食品・繊維・雑貨・金物の卸商（問屋）が集まる福知山卸団地、南側は厚中町の新興住宅地、西側はかつて頂上に福知山スカイランドホテルのあった小さな山・城山（茶臼山）を挟み、北には本庄、南には厚の集落がある。
- 市立福知山市民病院
- 福知山市立成和中学校
- 問屋簡易郵便局

## 隣の駅
WILLER TRAINS（京都丹後鉄道）
■宮福線
快速「大江山」一部停車駅
福知山駅 (F1) - 福知山市民病院口駅 (F2) - 荒河かしの木台駅 (F3)